# Kintetsu série 21020
La série 21020 (21020系, 21020-kei) est un type de rame automotrice électrique exploité par la compagnie Kintetsu entre Osaka et Nagoya au Japon.

## Description
La série comprend deux exemplaires fabriqués par Kinki Sharyo, basée sur la série 21000.
Une rame comprend une classe standard avec des rangées de 4 sièges (2+2) et une classe premium avec des rangées de 3 sièges (2+1).

## Histoire
Les  rames de la série 21020 ont été introduites le 23 décembre 2002. La série a remporté un Good Design Award et un Blue Ribbon Award en 2003.

## Services
Les rames sont affectés aux services express Urban Liner circulant entre les gares de Osaka-Namba et Kintetsu-Nagoya via les lignes Kintetsu Namba, Osaka et Nagoya.

## Galerie photos

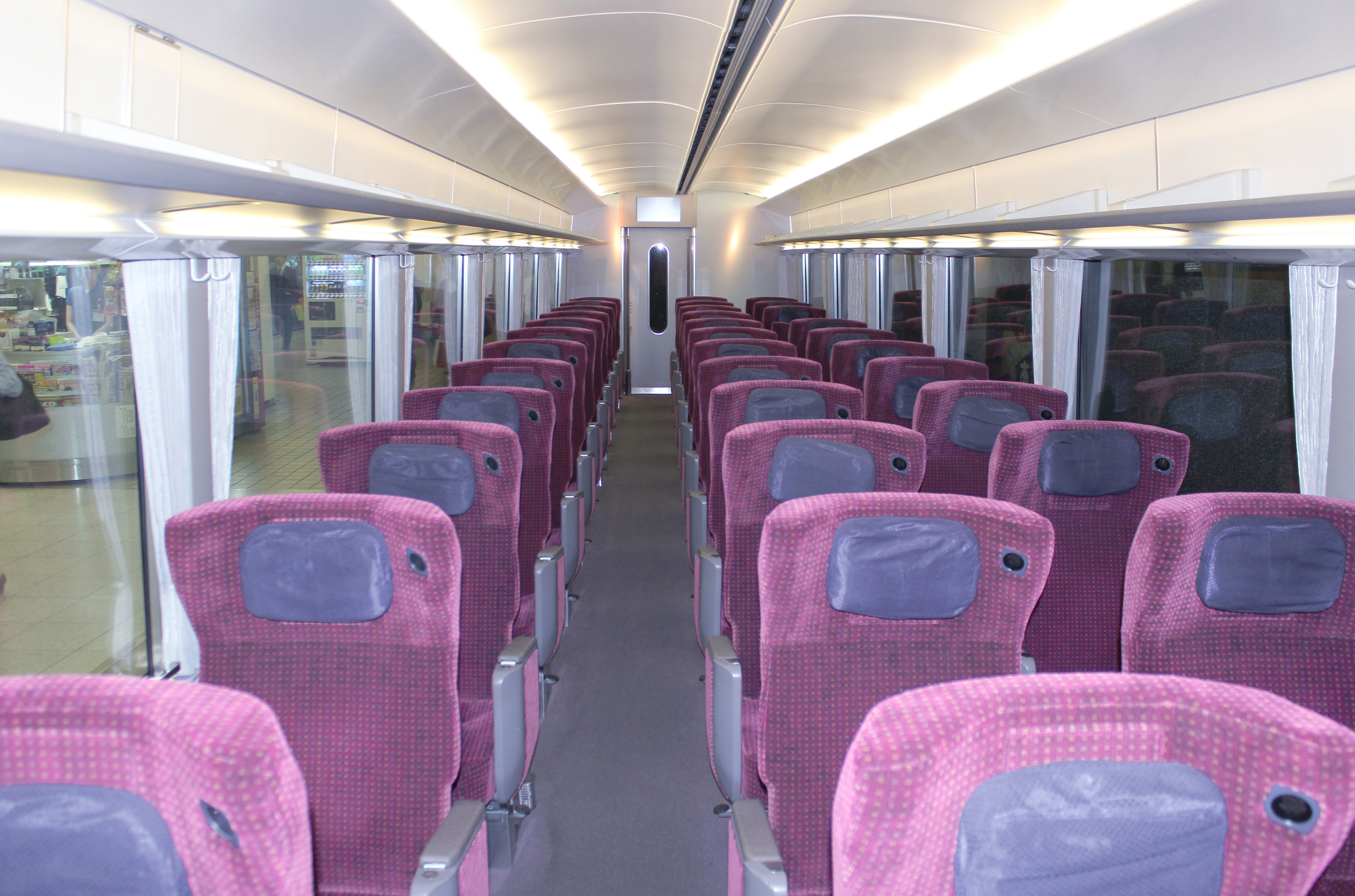
Intérieur de la classe Premium.
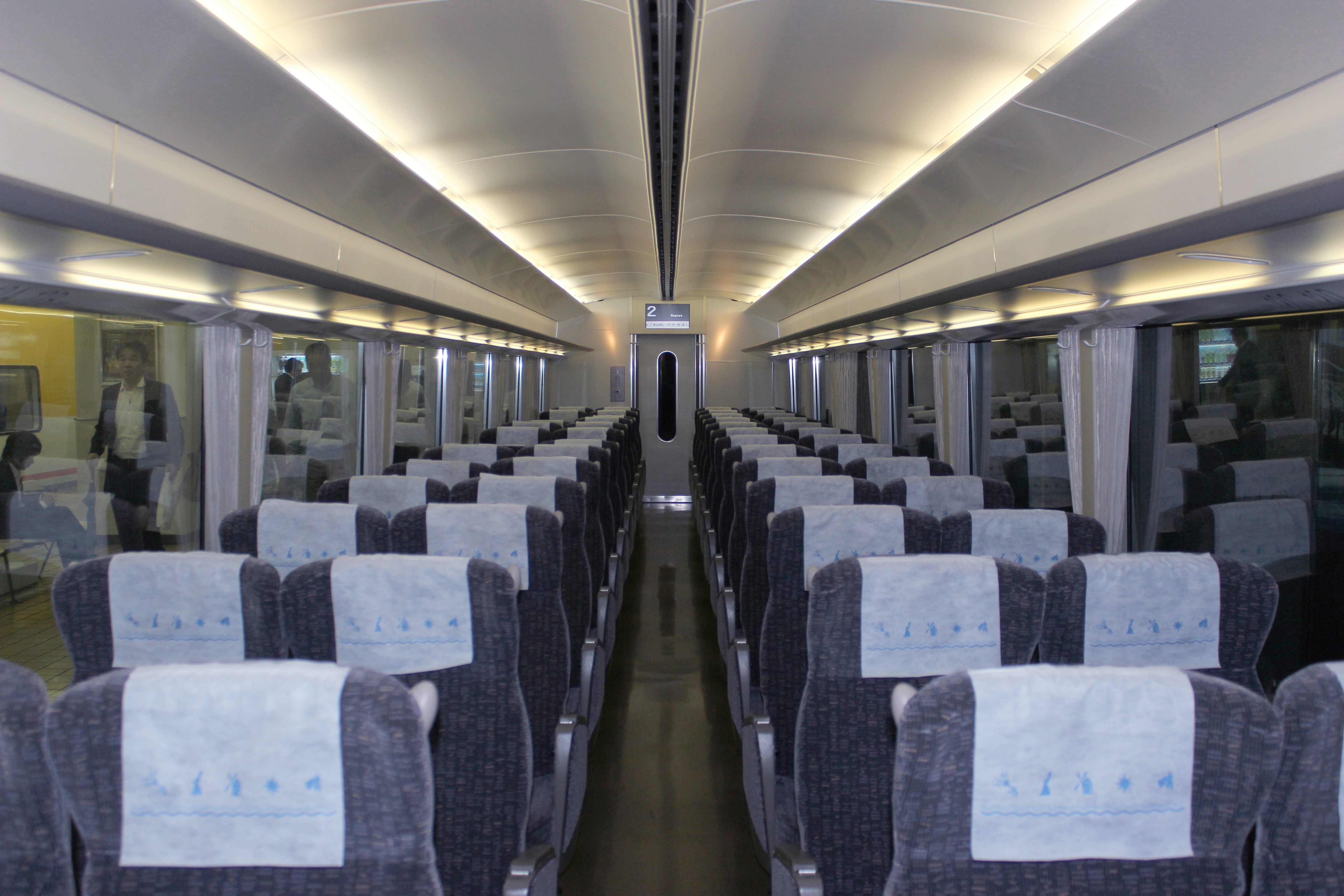
Intérieur de la classe standard.
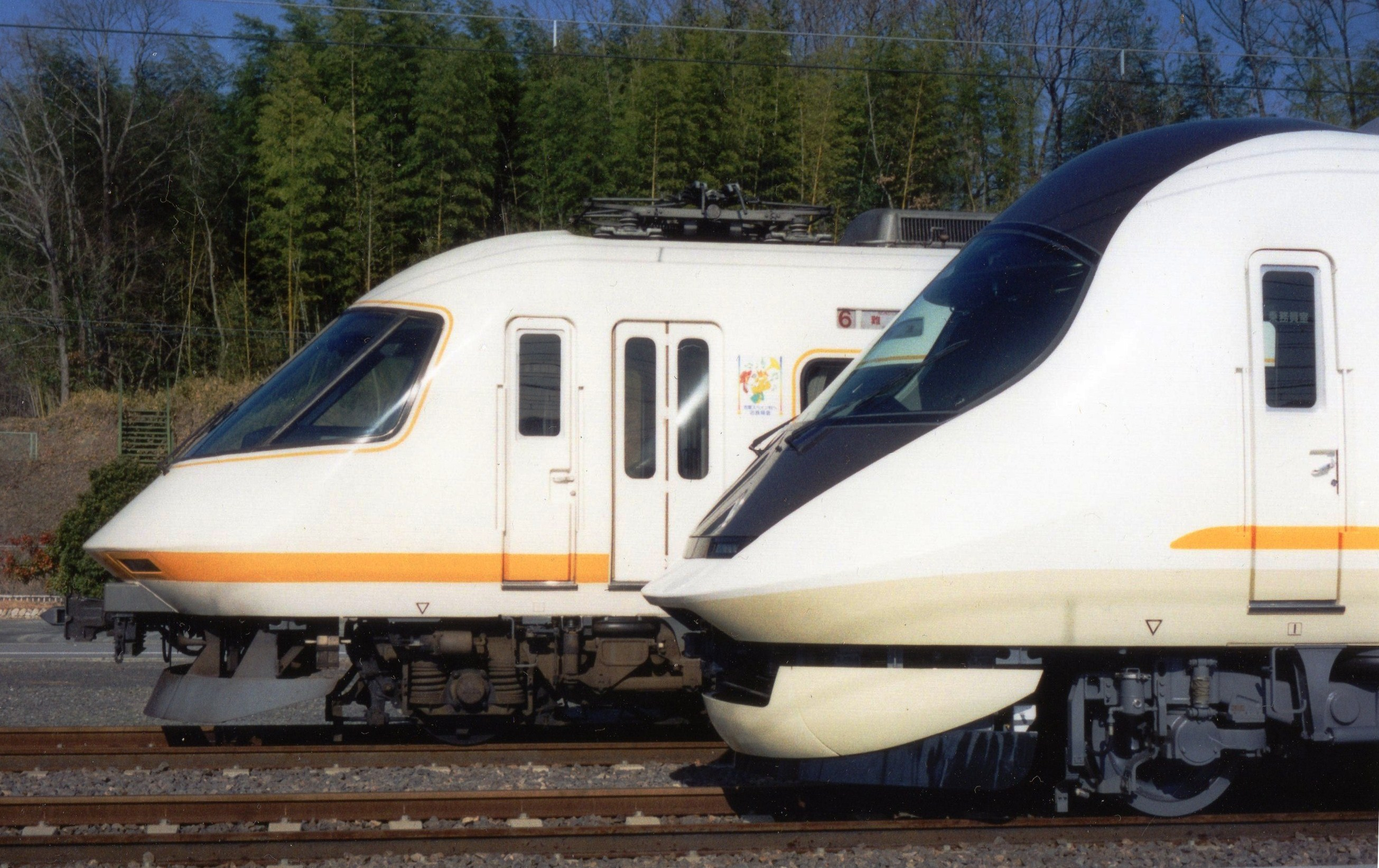
Comparaison entre les séries 21000 et 21020.